# Anomiopus preissae
Anomiopus preissae là một loài bọ cánh cứng trong họ Bọ hung (Scarabaeidae).